# Andrea Rispoli
Andrea Rispoli (Cava dei Tirreni, 29 de setembro de 1988) é um futebolista profissional italiano, Lateral-Direito. Atualmente defende o Crotone.

## Carreira
Rispoli começou a carreira no Brescia.